# Saint-Jean-de-Braye
Saint-Jean-de-Braye ist eine französische Gemeinde mit 22.088 Einwohnern (Stand: 1. Januar 2022) im Département Loiret in der Region Centre-Val de Loire. Die Gemeinde gehört zum Arrondissement Orléans und ist der Hauptort (chef-lieu) des Kantons Saint-Jean-de-Braye.

## Geografie
Saint-Jean-de-Braye liegt östlich von Orléans am Ufer der Loire, sowie am Canal d’Orléans und seinem Zufluss Bionne. Die Gemeinde gehört zum Val de Loire, seit 2000 UNESCO-Weltkulturerbe. Umgeben wird Saint-Jean-de-Braye von den Gemeinden Semoy im Norden, Marigny-les-Usages und Boigny-sur-Bionne im Nordosten, Chécy und Combleux im Osten, Saint-Denis-en-Val im Süden, Saint-Jean-le-Blanc im Südwesten und Orléans im Westen.

## Bevölkerungsentwicklung
| Jahr      | 1962  | 1968  | 1975   | 1982   | 1990   | 1999   | 2006   | 2017   |
| Einwohner | 6.619 | 7.601 | 12.120 | 13.318 | 16.387 | 17.758 | 18.692 | 20.751 |

## Sehenswürdigkeiten
- Kirche Saint-Jean-Baptiste zwischen 1143 und 1147 im gotischen Stil errichtet, seit 1910 Monument historique
- Windrad „Éolienne Bollée“ aus dem Jahr 1872, als technisches Denkmal Monument historique seit 1993
- Château de Charbonnière
- Château du Clos-de-Saint-Loup mit romanischer Kapelle
- Château de Coquille
- Château de Miramion
- Château de la Fosse Belaude
- Château de la Motte Saint Euverte

## Städtepartnerschaften
- Pfullendorf, Baden-Württemberg, Deutschland, seit 1987
- Boussouma, Burkina Faso, seit 1991
- March, Grafschaft Cambridgeshire (Vereinigtes Königreich), seit 1982
- ehemals Tuchów, Woiwodschaft Kleinpolen, Polen, seit 2000, aufgekündigt 2019 aus Protest gegen eine homophobe Resolution der polnischen Stadt[1]

## Persönlichkeiten
- André Le Nôtre (1613–1700), Garten- und Landschaftsarchitekt Ludwigs XIV.
- Jacques d’Allonville de Louville (1671–1732), Astronom
- Gaspard Louis Langeron (1772–1858), General
- Albert Guyot (1881–1947), Unternehmer und Autorennfahrer
- Henri Gaudier-Brzeska (1891–1915), Maler und Bildhauer
- Norbert Dufourcq (1904–1990), Organist und Musikwissenschaftler